# Tatjana Verbinc
Tatjana Verbinc, slovenska akademska slikarka.
Živela je v Ljubljani, sedaj pa v Lescah.

## Razstave
- 1986: razstava gvašev, v foyerju zdravilišča Laško.[4]
- 11.2.–25.2. 1988: Razstava Tatjane Verbinc in Poldeta Oblaka, razstavišče doma JLA v Ribnici, pod pokroviteljstvom podjetja Riko in ribniške občinske kulturne skupnosti. Na otvoritvi je pel Ribniški oktet.[1]
- 7.11.–21.11. 1989: Lamutov likovni salon, Kostanjevica na Krki. Umetnostni zgodovinar in kritik Mirko Juteršek je imel govor, nastopili so glasbeniki Zlata Ognjanović, Tone Kozlevčar, Miha Dovžan in Vital Ahačič.[5]
- 1996: Laški dvorec.[6]

## Likovne kolonije
- Laško 87[7]
- 1992: Tomaž pri Ormožu[8]
- 1993: dvorec Štatenberg pri Makolah[9]
- 1994: dvorec Štatenberg pri Makolah[10]